# Tagamanent
Tagamanent est une commune de la province de Barcelone, en Catalogne, en Espagne, de la comarque du Vallès Oriental.

## Géographie
Commune située à l'ouest du Montseny à 315 m d'altitude entre Vic et Granollers sur la C17.
|                         | Aiguafreda      | El Brull                                              |
| Sant Martí de Centelles | Tagamanent      | Montseny, Sant Pere de Vilamajor (par un quadripoint) |
|                         | Figaró-Montmany | Cànoves i Samalús                                     |

## Démographie
| 1900 | 1930 | 1950 | 1970 | 1981 | 1986 |
| ---- | ---- | ---- | ---- | ---- | ---- |
| 279  | 237  | 253  | 182  | 132  | 135  |

## Économie
L'agriculture fluviale, les carrières et le tourisme.

## Lieux et monuments
Église de Santa Maria, d'origine romane et le château de Tagamanent.